# Мозолёво-2
Мозолёво-2 — деревня в Борском сельском поселении Бокситогорского района Ленинградской области.

## История
Деревня Драчилова обозначена на карте Санкт-Петербургской губернии 1792 года, А. М. Вильбрехта.

ДРОЧИЛОВО — деревня Пареевского общества, прихода погоста Мозолева. Ручей Ленинка.

Крестьянских дворов — 25. Строений — 71, в том числе жилых — 40. 

Число жителей по семейным спискам 1879 г.: 67 м. п., 59 ж. п.; по приходским сведениям 1879 г.: 60 м. п., 53 ж. п.

В конце XIX — начале XX века деревня административно относилась к Большегорской волости 3-го земского участка 1-го стана Тихвинского уезда Новгородской губернии.

ДРОЧИЛОВО — деревня Пареевского общества, дворов — 32, жилых домов — 60, число жителей: 109 м. п., 91 ж. п.
 
Занятия жителей — земледелие, лесные промыслы. Боровичско-Тихвинский тракт. Речка Дрочиловка. Часовня, мелочная лавка. (1910 год)

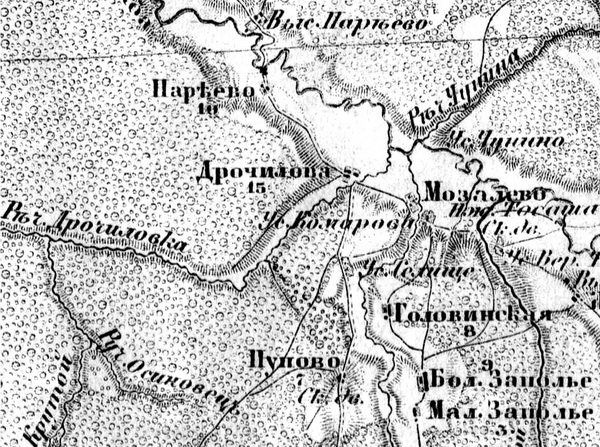
Деревня Мозолёво-2 на карте 1913 года

Согласно карте Новгородской губернии 1913 года, деревня называлась Дрочилова и состояла из 15 крестьянских дворов.
По данным 1933 года деревня называлась Драчилово и входила в состав Мозолевского сельсовета Дрегельского района Ленинградской области.
С 5 июля 1944 года Дрегельский район находился в составе Новгородской области. 
5 июля 1956 года Указом Президиума Верховного Совета РСФСР № 713/2 Мозолевский сельсовет был передан из состава Дрегельского района Новгородской области в Бокситогорский район Ленинградской области.
По данным 1966, 1973 и 1990 годов деревня называлась Мозолёво-2 и также входила в состав Мозолёвского сельсовета Бокситогорского района.
В 1997 году в деревне Мозолёво-2 Мозолёвской волости проживали 26 человек, в 2002 году — 32 человека (русские — 94 %).
В 2007 году в деревне Мозолёво-2 Борского СП проживали 19 человек, в 2010 году — 22.

## География
Деревня расположена в юго-западной части района на автодороге 41К-034 (Пикалёво — Струги — Колбеки).
Расстояние до административного центра поселения — 24 км.
Деревня находится на левом берегу реки Дрочиловка, левого притока реки Воложба.

## Демография
| 1997 | 2002 | 2007 | 2010 | 2013 | 2014 | 2017 |
| ---- | ---- | ---- | ---- | ---- | ---- | ---- |
| 26   | ↗32  | ↘19  | ↗22  | ↗27  | ↘24  | ↘22  |

## Инфраструктура
На 2017 год в деревне было зарегистрировано 13 домохозяйств.